# IC 1753
IC 1753 је елиптична галаксија у сазвјежђу Троугао која се налази на листи објеката дубоког неба у Индекс каталогу.
Деклинација објекта је + 28° 35' 22" а ректасцензија 1h 57m 19,3s. Привидна величина (магнитуда) објекта IC 1753 износи 14,0 а фотографска магнитуда 15,0. IC 1753 је још познат и под ознакама MCG 5-5-33, CGCG 503-61, ARAK 68, IRAS 01544+2821, KUG 0154+283B, 5ZW 149, KARA 74, 6ZW 122, PGC 7353.